# Clemente Monari
Clemente Monari (Bolonya (Emília-Romanya), vers al 1660 - Forlì (Emília-Romanya), després del 1728), va ser un compositor i violinista italià.
Probablement era el germà petit de Bartolomeo Monari. Va començar la seva carrera musical com a músic de violoncel al servei del marquès Guido Rangoni de Mòdena i va escriure les seves primeres obres el 1686, una col·lecció de Ballets i moviments de cambra, per a 2 violins i baix continu, op.1). El 1692 va entrar al servei del duc Antoni Ulric de Brunsvic-Lüneburg, on va romandre fins al 1703. De 1703 a 1706 va ser actiu com a mestre de capella de la catedral de Reggio Emilia i posteriorment, de 1713 a 1729, va ocupar el mateix càrrec. a la catedral de Forlì.
Totes les seves obres operístiques s'han perdut, excepte el drama musical Il Pirro, que es va representar a Venècia o Bolonya el 1719. Entre els seus oratoris recordem especialment Il splendido depresso', representat per primera vegada a Mòdena el 1692. Les seves composicions sagrades restants es caracteritzen per l'ús del diàleg entre veus i instruments solistes (trompeta i cordes), una característica típica de la tradició musical bolonyesa.

## Composicions
Obres

- Gli amori innocenti (pastoral, 1692, Brunswick)
- La Libussa (drama per a música, 1692, Brunswick)
- Il Muzio Scevola (drama per a música, llibret de Nicolò Minato, 1692, Brunswick)
- L'Aretusa (òpera pastoral, llibret de Pietro d'Averara, 1703, Milà)
- L'amazzone corsara (drama per a música, llibret de Giulio Cesare Corradi, 1704, Milà)
- Il Teuzzone (2n i 3r acte) (drama per a música, llibret d'Apostolo Zeno, 1706, Milà; en col·laboració amb Paolo Magni (1r acte))
- L'Atalanta (drama pastoral, llibret d'Apostolo Zeno, 1710, Mòdena)
- I rivali generosi (1r acte) (drama per a música, llibret d'Apostolo Zeno, 1710, Reggio Emilia; en col·laboració amb Francesco Antonio Mamiliano Pistocchi (2n acte) i Giovanni Maria Capelli (3r acte))
- Il Pirro (1r acte) (drama per a música, llibret d'Apostolo Zeno, 1719, Venècia o Bolonya; en col·laboració amb Andrea Stefano Fiorè (2n acte) i Antonio Caldara  (3r acte)

Oratoris

- La lite de' fiori (1691, Cremona)
- L'esplendor deprimit (1692, Mòdena)
- Il fasto depresso (1711, Mòdena)
- Santa Cecilia (1713, Forlì)
- La Clotilde (1721, Forlì)
- Il ripudio di Vasti (1724, Bolonya)
- La fuga gloriosa di San Pellegrino Laziosi (1728, Forlì)
- Le gare della fortezza e dell'umiltà (1728, Forlì)
- Il Beato Stanislao Kostka (1729, Bolonya)